# Wybe Bernhardus Buma
Wybe Bernhardus Buma (Leeuwarden, 7 maart 1807 - Weidum, Borniastate, 8 april 1848) was een Nederlands jurist en bestuurder.

## Leven en werk
Buma was een zoon van Mr. Bernhardus Buma (1770-1838) en Rolina Maria Hora Siccama, vrouwe van Klinckema (1773-1826). Hij studeerde rechten aan de Groninger Hogeschool en promoveerde in 1830. Hij was vervolgens waarnemend griffier van het vredegerecht in Dronrijp 1830-1831 en Leeuwarden 1831-1834. Hij was daarnaast advocaat. In 1834 trouwde hij met Joanna Elisabeth barones van Haersolte (1813-1864). Uit dit huwelijk onder anderen zoon Bernhardus Jouke Buma, burgemeester van Hemelumer Oldeferd en Noordwolde.
Buma volgde in 1834 zijn vader op als grietman van Baarderadeel. Hij was bovendien dijksgedeputeerde van het Waterschap Vijf Deelen Binnendijks en lid van de Tweede Kamer 1840-1844. Hij werd benoemd in 1844 tot Ridder in de Orde van de Nederlandse Leeuw. Van 1845 tot zijn overlijden was hij lid van de Provinciale Staten van Friesland. 
Buma overleed op 41-jarige leeftijd en werd begraven op de begraafplaats van de familie Buma in Weidum.
- Biografisch Portaal: 43143440
- Digitale Bibliotheek voor de Nederlandse Letteren: buma016
- International Standard Name Identifier: 0000 0003 9188 4544
- Nederlandse Thesaurus van Auteursnamen: 071439609
- Parlement.com: vg09llqvx1un
- Virtual International Authority File: 285791311
- WorldCat: E39PBJxcWHdjqpv9fbbwhj6xjC